# Orūj Qeshlāq-e Morād
Orūj Qeshlāq-e Morād (persiska: اُروج قِشلاقِ مُراد) är en ort i Iran.   Den ligger i provinsen Ardabil, i den nordvästra delen av landet, 500 km nordväst om huvudstaden Teheran. Orūj Qeshlāq-e Morād ligger 153 meter över havet och antalet invånare är 154.
Terrängen runt Orūj Qeshlāq-e Morād är lite kuperad, och sluttar norrut. Runt Orūj Qeshlāq-e Morād är det ganska glesbefolkat, med 42 invånare per kvadratkilometer. Närmaste större samhälle är Tūprāq Kandī, 8,5 km nordväst om Orūj Qeshlāq-e Morād. Trakten runt Orūj Qeshlāq-e Morād består till största delen av jordbruksmark.